# 朱迪·西爾瓦諾
朱迪·西爾瓦諾（Judi Silvano，1951年5月8日—），是美國爵士樂歌手和作曲家。

## 生平
她是土生土長的費城人，她的演唱風格與挪威的爵士女歌手卡琳·克羅格相似。喬·洛瓦諾是他的丈夫。